# Evangelische Kirche (Hirschhorn)

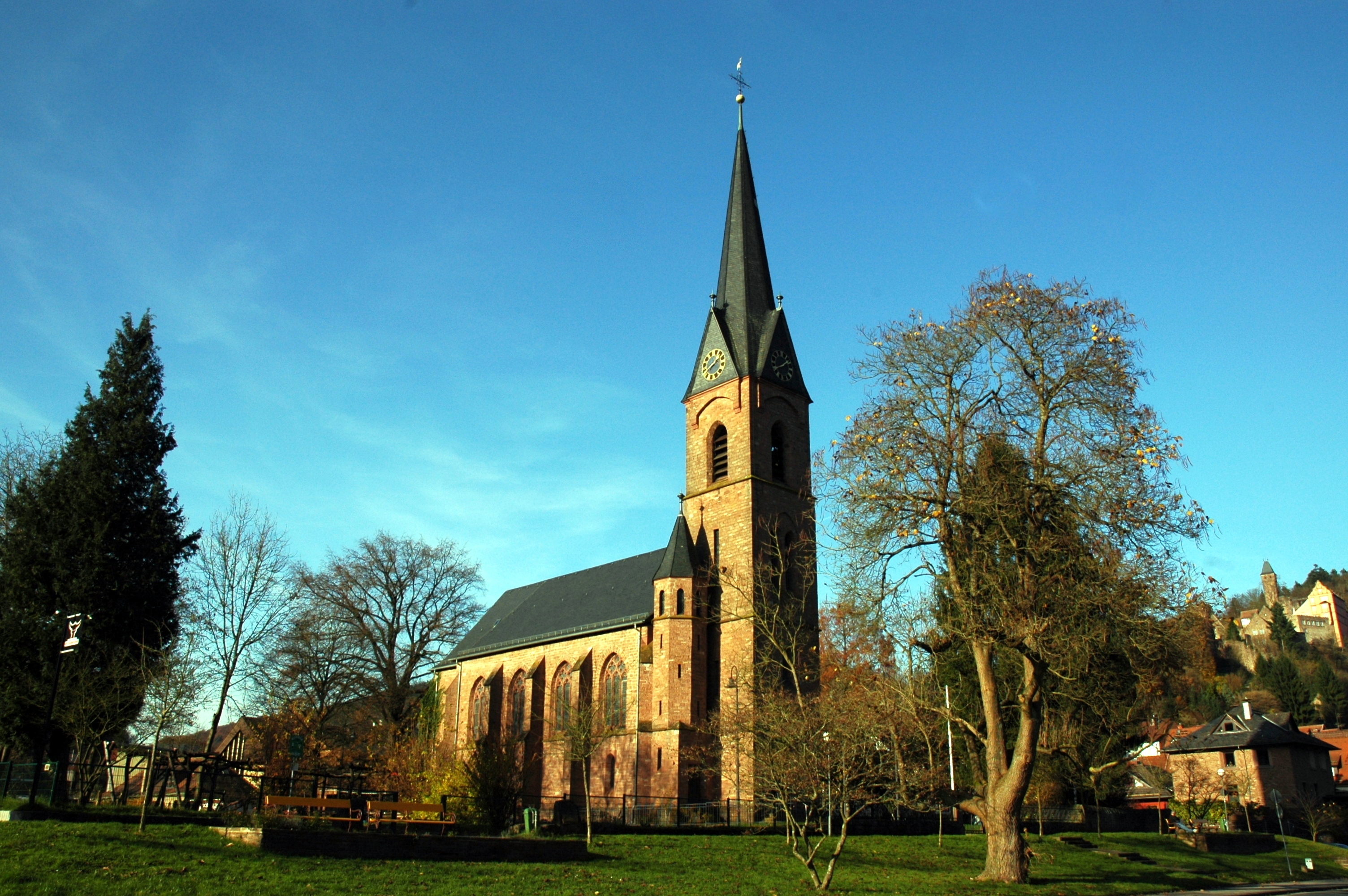
Evangelische Kirche Hirschhorn

Die Evangelische Kirche Hirschhorn ist ein denkmalgeschütztes Kirchengebäude in der Gemeinde Hirschhorn im Landkreis Bergstraße in Hessen. Die Kirchengemeinde gehört zum Dekanat Odenwald in der Propstei Starkenburg der Evangelischen Kirche in Hessen und Nassau.

## Beschreibung
Die 1891/1892 gebaute neugotische Saalkirche ist mit dem eingezogenen Chor mit geradem Abschluss nach Westen ausgerichtet. Die Sakristei ist nach Süden angebaut. Der Kirchturm im Osten, der von Treppentürmen flankiert wird, hat vier durch Gesimse getrennte Geschosse. Das oberste verbirgt hinter den Klangarkaden den Glockenstuhl. Darauf sitzt zwischen den Giebeln mit den Zifferblättern der Turmuhr ein achtseitiger spitzer Helm. Das mit einem Satteldach bedeckte Kirchenschiff mit vier Jochen wird von Strebepfeilern gestützt, zwischen denen oberhalb eines Gesimses Maßwerkfenster eingebaut sind.
Die Orgel mit zehn Registern, einem Manual und Pedal wurde 1899 von Wilhelm Sauer errichtet. 1954 wurde ihre Disposition von Gerhard Stumpf  geändert.